# Hyde Hall
Hyde Hall es una mansión de campo neoclásica diseñada por el arquitecto Philip Hooker para George Clarke (1768–1835), un rico terrateniente. La casa fue construida entre 1817 y 1834, y diseñada con características arquitectónicas inglesas y estadounidenses. Fue designada Hito Histórico Nacional en 1986. Es uno  de los pocos trabajos supervivientes de Philip Hooker, un destacado arquitecto estadounidense de principios del siglo XIX.

## Historia
El George Clarke que encargó el edificio era nieto de otro George Clarke (1676-1760), que ocupó varios puestos en el gobierno de la colonia de Nueva York en la primera mitad del siglo XVIII, incluyendo gobernador suplente de 1736 a 1743. La casa ancestral de la familia Clarke se encontraba en Hyde en Cheshire al noroeste de Inglaterra, ahora parte de Mánchester.
El joven George Clarke, habiendo heredado las extensas tierras y fortuna de su abuelo en Nueva York, se estableció en Albany en 1806. Sus grandes propiedades agrarias heredadas fueron mucho tiempo discutidas, aunque ganó en los tribunales inferiores en diciembre de 1815 y su título fue reivindicado por el Tribunal Supremo en 1818.
En 1813, Clarke se casó con Ann Low Cary Cooper, miembro de una de las familias más prominentes de Nueva York y viuda del hermano mayor de James Fenimore Cooper. En 1817 adquirió tierras en el Lago Otsego adyacentes a la finca de su mujer y contrató a Hooker para levantar allí una villa en el campo. El proyecto de construcción se expandió con el tiempo, ayudado en parte por la herencia adicional de Clarke recibida de su padre en 1824.

### Arquitectura

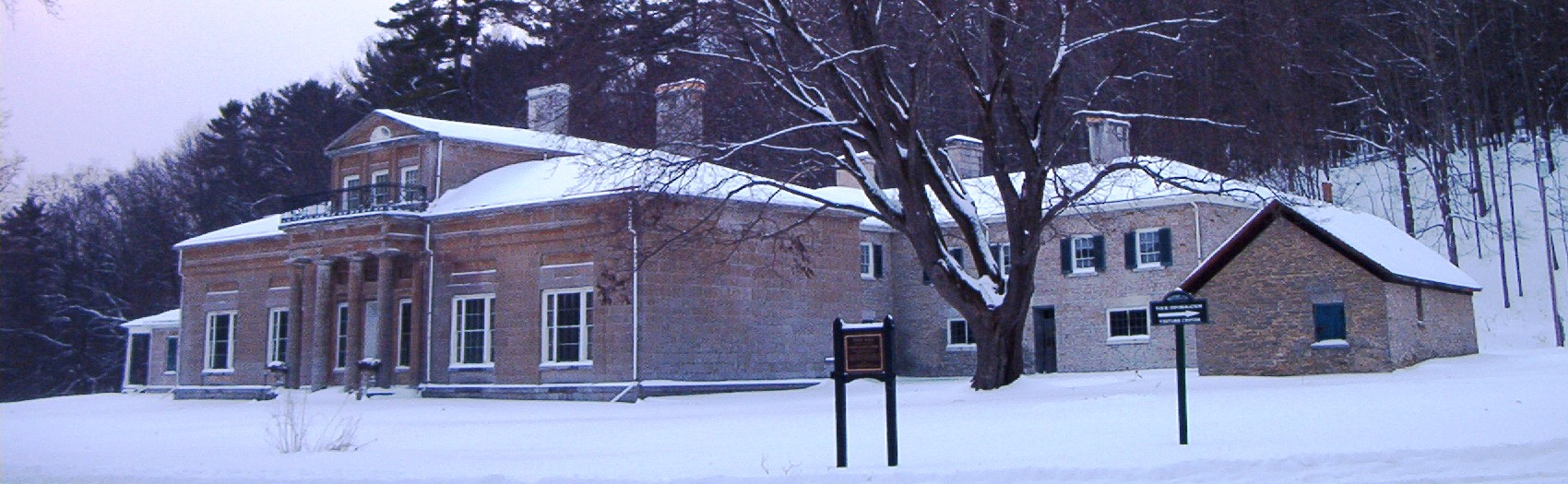
Vista oblicua de la parte trasera.

La arquitectura refleja la evolución del edificio durante los 14 años de su construcción, con una serie de alas que dan a un patio central. La primera fase, las habitaciones familiares llamadas la Casa de Piedra, tiene "forma palladiana con un núcleo central de dos pisos, con techo a cuatro aguas flanqueado por alas de un piso y un porche al frente". Entre sus detalles se encuentran "pilares toscanos en el porche, una ventana palladiana coronada por un arco ovalado, cinco ventanas ovaladas y molduras sencillas en estilo Federal sobrio. Las paredes son de piedra caliza con sillares lisos y una estrecha franja intermedia cada tres hiladas. Las habitaciones interiores son íntimas, centradas alrededor de un par de salones-biblioteca."
La segunda fase, más grande que la Casa de Piedra, contenía las habitaciones para los sirvientes y servicios, así como dormitorios en el segundo piso. Sus detalles son sencillos en comparación con la Casa de Piedra y el exterior es de piedra irregular. La tercera y última fase de construcción, la Casa Grande, adoptó un estilo neoclásico puro a diferencia del palladiano. Enfatiza los ángulos rectos y evita las formas curvas para puertas, ventanas, y molduras. Representa uno de los usos más tempranos de columnas dóricas en el estado de Nueva York, utilizando una forma más esbelta que sus modelos antiguos. Al igual que en la segunda fase de construcción, grandes sillares sin decorar forman las paredes. La Casa Grande contiene dos grandes salones de entretenimiento, un salón y un comedor. Son todos de grandes proporciones, cada uno de 10,30 x 7,90 m y 5,7 m de altura. Los techos están elaboradamente decorados. Un pabellón más pequeño en el piso superior, al que se accede por una escalera circular, sirve como sala de billar.

## En la actualidad

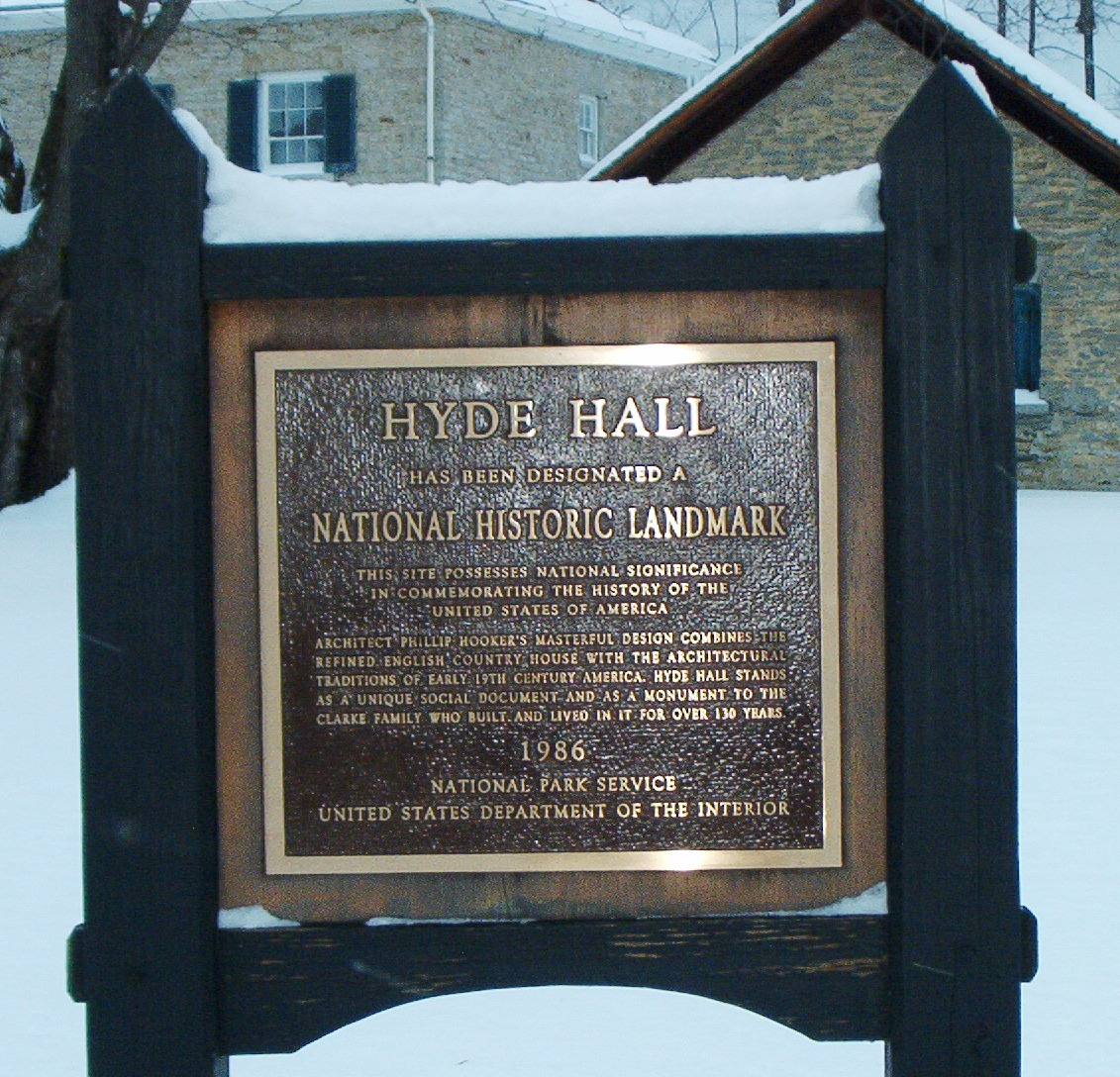
Placa de Hito Histórico Nacional ante la entrada.

Está localizado en Nueva York dentro del Parque Estatal Glimmerglass en el Lago Otsego, en la base del Monte Wellington. También en lo que fueron sus tierras, se construyó al mismo tiempo que la mansión, el Hyde Hall Bridge, un puente cubierto.
El edificio es un sitio histórico del estado de Nueva York conocido como Hyde Hall State Historic Site. Fue declarado Hito Histórico Nacional  en 1986.